# Hermione Granger
Pour les articles homonymes, voir Hermione et Granger.
Hermione Granger ([ʔɛʁmjɔn ɡʁɑ̃ndʒœʁ] ; en anglais : [hɜːˈmaɪənɪ ˈɡɹeɪndʒə(ɹ)]) est un personnage fictif créé par la romancière britannique J. K. Rowling. Elle apparaît dans la série romanesque Harry Potter et dans la pièce de théâtre dérivée située dix-neuf ans après l'intrigue du dernier tome.
Très intelligente et amie proche de Harry Potter et de Ron Weasley, Hermione fait figure de droiture et d'esprit tout au long de l'histoire. Née de parents moldus, elle est particulièrement douée pour la magie et intéressée par le monde magique et les connaissances qui l'entourent. Elle se montre d'un grand secours auprès de ses camarades de Poudlard et fonde l'Armée de Dumbledore avec Harry et Ron en cinquième année afin de contrer leur nouveau professeur de défense contre les forces du mal, Dolores Ombrage, et s'entraîner à se défendre. Hermione et Ron aident ensuite Harry à trouver et à détruire tous les horcruxes de Voldemort, pour permettre à Harry de le vaincre. Dans son épilogue, dix-neuf ans plus tard, elle est mariée avec Ron Weasley et le couple a deux enfants : Rose et Hugo qui vont eux aussi à Poudlard.
L'auteure J. K. Rowling évoque dans une entrevue sa propre ressemblance avec ce personnage.
Le personnage est interprété par Emma Watson au cinéma et par Noma Dumezweni dans la pièce de théâtre Harry Potter et l'enfant maudit (2016).

## Caractéristiques
Hermione est de taille moyenne, et décrite comme ayant une masse de cheveux bruns ébouriffés et de grandes dents. Ses yeux sont de couleur marron. Elle fait réduire la taille de ses dents un peu plus que nécessaire par Madame Pomfresh après avoir reçu un sortilège de Drago Malefoy qui consistait à les lui faire grandir.
Dès sa première rencontre avec Harry, elle lui apparaît autoritaire et très sûre d'elle. Elle a tendance à vouloir démontrer l'étendue de ses connaissances, ce qui lui attire parfois les moqueries de certains. Le professeur Rogue, qui la nomme « mademoiselle je-sais-tout », est forcé de constater à plusieurs reprises qu'elle lit et retient l'intégralité des livres du programme avant même le début des cours. Hermione cite d'ailleurs régulièrement des passages de l'Histoire de Poudlard. Son discernement et son savoir permettent par ailleurs au trio de surmonter de nombreux obstacles.

« [Harry Potter] s'est tiré de situations difficiles grâce à de purs coups de chance et à l'aide d'amis plus doués que lui. »

— Severus Rogue (Harry Potter et le Prince de sang-mêlé)
Selon Remus Lupin, Hermione est singulièrement intelligente. Elle est aussi d'un tempérament posé et réfléchi. Albus Dumbledore avoue lui-même avoir compté sur Hermione, qui possédait le recul et le calme nécessaires, pour tempérer le comportement parfois emporté de Harry lors de la recherche des horcruxes. La jeune fille a la faculté de comprendre les émotions des autres. Elle aide par ailleurs Harry à éclaircir les « mystérieuses » humeurs de Cho Chang en cinquième année, tout comme elle joue le rôle de confidente et de conseillère auprès de Ginny Weasley.
Hermione prouve sa sensibilité et son grand cœur notamment par son attachement aux elfes de maison et par sa volonté de défendre leurs droits. Une idée que seul Sirius Black semble encourager, ajoutant que selon lui, un homme traitant un être vulnérable autrement que son égal ne peut être considéré comme digne de confiance. Hermione fonde la S.A.L.E. (Société d'Aide à la Libération des Elfes) au cours de sa quatrième année.
Son Patronus prend la forme d'une loutre (animal préféré de J. K. Rowling) mais elle a des difficultés à le former. Elle est très douée en Métamorphose et en Sortilèges. Selon Justin Finch-Fletchley, élève de Poufsouffle et ami du trio, Hermione est tout simplement « la meilleure dans toutes les matières ».

## Histoire
Hermione Jean Granger ([ʔɛʁmjɔn dʒin ɡʁɑ̃ndʒœʁ] ; en anglais : [hɜːˈmaɪənɪ dʒiːn ˈɡɹeɪndʒə(ɹ)]), fille unique, est née le 19 septembre 1979, de parents moldus exerçant la profession de dentiste.
Dans Harry Potter à l'école des sorciers, la jeune fille apparaît pour la première fois dans le Poudlard Express où elle fait la rencontre de Ron Weasley et de Harry Potter. Une amitié sincère naît progressivement entre Harry, Ron et Hermione, qui franchissent ensemble les obstacles pour trouver la pierre philosophale avant Voldemort. Lorsque Harry parvient à récupérer la pierre grâce à un stratagème d'Albus Dumbledore, ce dernier attribue cinquante points à Hermione pour sa logique et sa réussite lors de l'énigme du professeur Rogue, qui a permis à Harry d'atteindre le miroir du Riséd.
Dans Harry Potter et la Chambre des secrets, Hermione prépare du Polynectar, une potion très complexe permettant à Harry et Ron de prendre temporairement l'apparence d'élèves de la maison Serpentard. De cette manière, les deux garçons peuvent tenter de recueillir des informations sur la Chambre des secrets auprès de Drago Malefoy, qu'ils soupçonnent (à tort) d'être l'héritier de Salazar Serpentard et de provoquer l'agression des enfants nés moldus et sangs-mêlés de Poudlard grâce au monstre de la Chambre qu'il parviendrait à contrôler. Par la suite, Hermione est retrouvée pétrifiée près de la bibliothèque, mais parvient à mettre Harry et Ron sur la voie grâce à un article arraché des pages d'un manuel, retrouvé au creux de sa main. Grâce à ses informations, Harry et Ron trouvent l'entrée de la Chambre. Harry affronte le monstre (un basilic) ainsi que l'héritier de Serpentard, qui n'est autre que Tom Elvis Jedusor — Voldemort adolescent — sous la forme d'un souvenir. Hermione et les autres enfants pétrifiés sont finalement guéris grâce à un philtre de mandragores.
Dans Harry Potter et le Prisonnier d'Azkaban, Hermione choisit de suivre tous les cours possibles et fait donc l'acquisition, sur autorisation du ministère, d'un retourneur de temps lui permettant de suivre plusieurs cours sur le même horaire. Très impliquée dans la défense de Buck, l'hippogriffe qui a causé la blessure de Drago Malefoy, elle fait tout son possible pour aider Hagrid à l'innocenter mais il est malgré tout condamné à mort. À la fin de l'année scolaire, Dumbledore suggère à Hermione d'utiliser son retourneur de temps afin d'aider Harry à sauver à la fois l'hippogriffe et Sirius Black.
Dans Harry Potter et la Coupe de feu, Hermione est sensibilisée au mauvais traitement des elfes de maison. Après avoir appris qu'il y avait des centaines d'elfes s'occupant des tâches ménagères à Poudlard sans être rémunérés par Dumbledore, elle crée la Société d'Aide à la Libération des Elfes (« SALE »), à la grande exaspération de Harry et de Ron. La Coupe de feu marque également un tournant dans les relations entre Ron et Hermione. Ron devient jaloux du champion de Durmstrang, Viktor Krum, qui est très proche d'Hermione et accuse cette dernière de « fraterniser avec l'ennemi » et de trahir Harry.
Durant l'été suivant, dans Harry Potter et l'Ordre du Phénix, Hermione est au 12, Square Grimmaurd, le quartier général de l'Ordre du même nom. Nommée préfète à Poudlard, elle continue de défendre la « SALE » et tempère Harry, qui est nerveux et très irritable face aux souvenirs des événements qui l'ont bouleversé au cours de l'année précédente. Elle l'aide également dans sa relation complexe avec Cho Chang. Après s'être rendue compte que le nouveau professeur de défense contre les forces du Mal, envoyée par le ministère de la Magie, n'allait leur enseigner que la théorie sur les stratégies de défense, Hermione a l'idée de créer l'« Armée de Dumbledore » (AD), consciente que Voldemort élabore ses projets de son côté et qu'il devient urgent d'apprendre à se défendre. Après en avoir discuté avec Harry, Ron et Sirius Black, qui soutiennent entièrement son idée, elle fonde une association d'élèves souhaitant s'exercer sous l'enseignement de Harry, dans la Salle sur demande conseillée par l'elfe Dobby, et dans le plus grand secret. En parallèle, Hermione fait pression sur la journaliste Rita Skeeter et l'oblige à publier une interview détaillée de Harry à propos du retour de Voldemort, ouvrant les yeux de nombreux lecteurs sur la réalité niée par le ministère de la Magie. Hermione est ravie de constater que Dolores Ombrage cherche à censurer le journal au sein de l'école, ce qui le rend particulièrement populaire, conformément à ce qu'elle souhaitait. Pendant la bataille au ministère, opposant quelques membres de l'AD à des mangemorts, Hermione est sérieusement blessée par Antonin Dolohov, mais elle est rapidement soignée.
Dans Harry Potter et le Prince de sang-mêlé, Horace Slughorn, le nouveau professeur de potions, est émerveillé par le savoir de sa nouvelle élève et l'invite à toutes ses soirées privées auxquelles sont conviés traditionnellement tous ses élèves préférés (et dont Ron est exclu). Comme le craignait Harry, les relations entre Ron et Hermione se détériorent et chacun d'eux entreprend de rendre l'autre jaloux,. Cependant, un empoisonnement accidentel de Ron choque profondément Hermione, qui en oublie sa rancune et se réconcilie aussitôt avec lui.
Dans Harry Potter et les Reliques de la Mort, Hermione est déterminée à aider Harry dans sa quête des horcruxes, et prend toutes les dispositions nécessaires. Elle fait déménager ses parents moldus et va jusqu'à modifier leur mémoire afin qu'ils ne se souviennent plus de son existence,. Ron quitte le groupe après une sévère dispute avec Harry. Ce départ affecte beaucoup Hermione. Néanmoins, ils poursuivent à deux leur quête. Lorsque Harry et Hermione se rendent à Godric's Hollow pour y trouver des indices, ils font la rencontre du serpent de Voldemort et transplanent in-extremis lorsque celui-ci est sur le point de les rejoindre. Hermione accueille froidement Ron lors de son retour, mais finit par lui pardonner. Le trio est capturé peu après par une bande de rafleurs menés par Fenrir Greyback, engagé par Voldemort. Alors que Harry et Ron sont enfermés dans les cachots du manoir des Malefoy en attendant que Voldemort soit appelé, Hermione est torturée par Bellatrix Lestrange à l'étage supérieur. Ils réussissent cependant à s'enfuir tous les trois avant l'arrivée de Voldemort, grâce à l'intervention de Dobby, qui, poignardé par Bellatrix, y laisse sa vie. Après l'enterrement de l'elfe, Hermione prend l'apparence de Bellatrix pour accéder à son coffre de Gringotts, accompagnée de Ron qui est transformé en son homme de main, et de Harry dissimulé sous sa cape d'invisibilité. Ils parviennent à y dérober la coupe horcruxe de Poufsouffle et à s'enfuir sur le dos du dragon qui gardait la chambre forte. De retour à Poudlard lors de la bataille finale contre Voldemort, Hermione s'éclipse dans la Chambre des secrets avec Ron et y détruit la coupe horcruxe à l'aide d'un crochet venimeux resté sur la dépouille du basilic. Ron songe à sauver les elfes de maison restés dans les cuisines, à la grande surprise d'Hermione. Sur ses mots, Ron et Hermione s'embrassent avant de retrouver leurs amis au combat. Hermione affronte entre autres Bellatrix Lestrange avec l'aide de Ginny Weasley et de Luna Lovegood.
Dans l'épilogue de Harry Potter et les Reliques de la Mort (dix-neuf ans plus tard), ainsi qu'au commencement de la pièce de théâtre Harry Potter et l'Enfant maudit, Hermione et Ron sont mariés et ont deux enfants, Rose, l'aînée qui entre en première année à Poudlard en même temps qu'Albus Potter (le fils de Harry et de Ginny Weasley) et Hugo, son jeune frère. Hermione occupe le poste de ministre de la Magie et possède le dernier retourneur de temps existant, caché dans son bureau. Albus Potter, Scorpius Malfoy et Delphi Diggory parviennent à le lui voler en utilisant du polynectar et modifient (temporairement) le cours des événements passés.

## Conception et évolution
Hermione apparaît dans le chapitre six du premier tome. Elle démontre aussitôt ses connaissances en matière de magie et tente régulièrement par la suite d'empêcher Harry et Ron d'enfreindre le règlement de Poudlard, ce qui lui attire dans un premier temps leur antipathie. L'auteure J. K. Rowling évoque dans une entrevue avec Lindsey Fraser sa propre ressemblance avec le personnage :

« Enfant, j'étais très angoissée. Je m'inquiétais de tout. Mais je masquais cette angoisse. À l'âge de onze ou douze ans, je ressemblais peut-être un peu à Hermione. J'avais le sentiment que je devais m'imposer, il fallait toujours que je sois la première à lever le doigt, il fallait toujours que j'aie raison. »

— J. K. Rowling.
J. K. Rowling confie avoir découvert le prénom « Hermione » grâce à la pièce de théâtre Le Conte d'hiver de Shakespeare, plusieurs années avant d'écrire Harry Potter, tout en admettant que ses deux personnages n'ont en commun que leur prénom. Lors de l’écriture du premier livre, l’auteure souhaitait un prénom peu commun et difficile à prononcer en anglais afin que, dans l'éventualité où le livre serait publié, les jeunes filles aussi studieuses que le personnage ne pâtissent pas de la comparaison,. Son nom de famille devait être à l'origine « Puckle », mais J. K. Rowling a finalement opté pour un nom « moins frivole ».
À l'image du personnage de Dumbledore qui sait « tout ce qu'il y a à savoir sur l'univers de Harry Potter », Hermione, qui lit beaucoup, est un autre personnage « utile » pour J. K. Rowling, puisqu'elle introduit l'univers au lecteur par ses connaissances bibliographiques.
En 2014, sept ans après la fin de la saga, Le Point rapporte que J. K. Rowling aurait regretté d’avoir marié Hermione et Ron, et qu'elle aurait avoué, lors d'une interview, « avoir fait une erreur ». L'auteure reconnaît que Hermione et Harry auraient formé un couple plus réaliste, mais indique que sa priorité était de se tenir à son plan initial,. Elle ajoute que le couple Ron-Hermione a été formé « pour des raisons qui n'ont pas grand chose à voir avec la littérature », et que « la distance » lui a donné « un peu de recul sur ce sujet ». L’interprète du personnage, Emma Watson, concorde avec l’auteure en se demandant « si Ron aurait vraiment pu la rendre heureuse ». Elle explique que « Harry et Hermione étaient complices comme peuvent l’être un frère et une sœur », mais pense qu’ils auraient fait « un bien meilleur couple »,.

## Critique et analyse

### Intégration dans le monde magique
Selon l'auteure, Hermione souffre d'un sentiment d'insécurité qu'elle compense en essayant d'être la « meilleure » possible. Elle peut paraître très désagréable et suffisante :

« J'ai déjà appris par cœur tous les livres qui sont au programme. […] Je sais tout sur toi, j'ai lu quelques livres supplémentaires pour ma culture générale. »

— Hermione Granger, Harry Potter à l’école des sorciers, chapitre 6.
Pour Phalène de La Valette, ce trait de caractère démontre une tentative maladroite d'intégration. Pour Camille Botrel, professeur d'anglais et auteur de Harry Potter, un mythe d'initiation moderne, Hermione, en plus de posséder le « handicap » d'être une fille, n'a aucun proche appartenant au monde magique : « Ses inquiétudes font écho à celles de beaucoup de femmes aujourd'hui, […] qui ont cette angoisse de ne pas réussir à l'école ou professionnellement. Peut-être parce qu'elles ont encore inconsciemment la mémoire de l'époque où les femmes n'accédaient pas à cet univers ».

« Hermione est le parfait exemple de la façon dont on peut tirer parti des préjugés dont certains sont victimes. Elle trouve le moyen d'exploiter son intelligence. »

— Emma Watson.
Hermione possède également un sens de la répartie assez vif, dont Ron fait souvent les frais. Harry et Ron, qui au départ trouvaient les réactions d'Hermione démesurées et exaspérantes, finissent par s'en attendrir.

### Une héroïne contemporaine
Dans son étude, Phalène de La Valette précise que Harry Potter appartient au genre littéraire très codifié des school stories, qui s'appuie traditionnellement sur l'amitié, le courage et l'honneur de jeunes héros le plus souvent masculins, et que le fait que la série intègre une fille à un groupe de garçons est novateur. Qui plus est, le personnage ne semble pas avoir pour ligne de conduite de demeurer jolie, de protéger ou de soutenir moralement ses compagnons masculins dans leur mission, mais plutôt d'y participer activement, voire de prendre la plupart des décisions importantes (notamment dans Les Reliques de la Mort). Douée d’empathie, Hermione noue une relation fusionnelle avec Harry Potter tout au long de l'intrigue. Elle joue à la fois le rôle de « sœur d'armes » et de confidente. Selon Marie-France Burgain, spécialiste de l’œuvre de J. K. Rowling, Hermione « est indispensable au héros, sans être sa fiancée, sans être son faire-valoir. […] À aucun moment elle n'essaie de jouer les garçons manqués ». L'auteure insiste elle-même sur le fait qu'Hermione ne renie jamais son « identité première » :

« […] On peut devenir une héroïne sans être une beauté fatale, mais il n'y a pas beaucoup d'autres exemples… Quand j'ai créé Hermione, j'ai pensé que j'avais créé une véritable héroïne, alors qu'elle n'avait rien de sexy. C'est une vraie fille. Elle ne va jamais compromettre son statut intellectuel. Elle ne va jamais agir comme une gourde, se faire passer pour moins brillante qu'elle n'est pour mieux se faire accepter, pas même auprès de Ron. […] Elle ne joue pas le jeu. »

— J. K. Rowling.
Dans son essai From Teenage Witch to Social Activist, William V. Thompson affirme que le personnage d'Hermione Granger apporte une dimension contemporaine et sociale à la série de J. K. Rowling : « Hermione est le personnage qui fait passer Harry Potter du simple récit fantastique à une saga qui remet en question les préjugés de genre et donne à expérimenter le pouvoir de l'action des femmes ».
Certains regrettent néanmoins que le personnage tombe dans le cliché du syndrome Trinity : elle est présentée comme une sorcière plus intelligente, habile et puissante que Harry Potter, mais c'est celui-ci qui est pourtant le héros et le personnage principal,.

## Adaptations

### Au cinéma

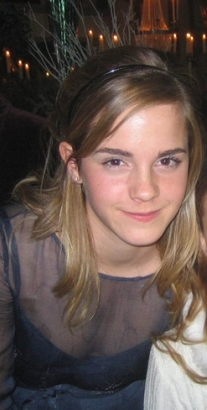
Emma Watson en 2005.

L'actrice anglaise Emma Watson, alors âgée de neuf ans en 1999, est choisie pour interpréter le rôle d'Hermione Granger dans le film Harry Potter à l'école des sorciers. Un agent de casting la contacte après avoir été conseillé par un professeur de théâtre de son école. Elle est sélectionnée parmi 35 000 candidates, impressionnant les producteurs par son assurance, : « Il y avait quelque chose dans ses yeux » se souvient David Heyman. « Un mélange d'intelligence et d'impétuosité qui dissimulaient une vulnérabilité ». Emma Watson a été la première du trio à être choisie.
L'actrice renouvelle son contrat pour les sept autres films de la série et l'auteure J. K. Rowling avouera plus tard, dans un documentaire du DVD de Harry Potter et les Reliques de la Mort, qu'elle était soulagée dès le départ du choix de Watson pour incarner son personnage : « Hermione me tenait à cœur. Je me disais : "Est-ce qu'ils vont choisir une fille avec des lunettes, pour bien montrer qu'elle est intelligente ?" Combien de fois a-t-on vu cela ? Puis j'ai parlé à Emma au téléphone. Elle devait avoir 10 ans. J'ai su qu'elle saurait parfaitement jouer une fille brillante, parce que c'est ce qu'elle est. »
Le personnage d'Hermione, dans les films, apparaît fidèle à la description des romans, excepté pour les grandes dents que le personnage était censé avoir jusqu'au quatrième volet (où Hermione décide de les faire raccourcir par l'infirmière). Chris Columbus, réalisateur des deux premiers films, avait effectué quelques essais avec de fausses dents, mais n'était pas satisfait du résultat et a préféré changer d'avis. Dans la scène du Poudlard Express, à la fin du premier film, les fausses dents portées en test par Watson sont visibles à l'écran.

### Au théâtre
- Harry Potter et l'Enfant maudit (John Tiffany, 2016) avec Noma Dumezweni.

Le choix de Dumezweni, comédienne d'origine sud-africaine, pour interpréter le rôle d'Hermione au théâtre a conduit à des critiques sur les réseaux sociaux en raison de sa couleur de peau. Des critiques qui selon J. K. Rowling ont été encouragées « par une poignée de racistes » et qui n'ont pas lieu d'être. L'auteure a ajouté que les livres n'avaient jamais explicitement fait mention de la race ou de la couleur de peau d'Hermione, et qu'elle avait déjà été dépeinte comme noire dans certains fan arts. « C'est la façon dont le monde est, et Noma a été choisie parce qu'elle était la meilleure comédienne pour ce travail » ajoute-t-elle.